# Fuat Kent
Selim Fuat Kent (* 31. Januar 1945 in Istanbul) ist ein Pianist und Dirigent türkischer Herkunft.

## Leben
Kent erhielt bereits mit vier Jahren ersten Klavierunterricht von seiner Mutter, mit sechs Jahren wurde er ins Konservatorium aufgenommen. Ab 1958 studierte er am Pariser Konservatorium, wo er 1962 mit Auszeichnung abschloss. Dann war er vier Jahre Meisterschüler von Andor Foldes in Saarbrücken. 1968 zog er nach Österreich. Zunächst machte er sich als Interpret von Béla Bartók einen Namen. In den 1980er Jahren begann er sich immer stärker für die zeitgenössische Musik zu interessieren, insbesondere für neue Techniken der Klangerzeugung am Klavier. Auf diesem Gebiet gilt er heute als anerkannter Spezialist; es kam zur Zusammenarbeit mit György Ligeti und George Crumb. 1991 gründete er das Ensemble New Art, welches sich die Aufführung zeitgenössischer Musik als Aufgabe gestellt hat. 
Kent war von 1977 bis zu seiner Pensionierung 2010 Professor für Klavier und Neue Musik am Vorarlberger Landeskonservatorium. Nebenberuflich ist er Tauchlehrer und Einsatzleiter für Unterwasseraktionen für die Umweltschutzorganisation Greenpeace. Der Jazzpianist Oliver Kent ist sein Sohn.